# Massillon (Ohio)
Massillon es una ciudad ubicada en el condado de Stark en el estado estadounidense de Ohio. En el Censo de 2010 tenía una población de 32.149 habitantes y una densidad poblacional de 661,7 personas por km².

## Geografía
Massillon se encuentra ubicada en las coordenadas 40°47′2″N 81°31′36″O / 40.78389, -81.52667. Según la Oficina del Censo de los Estados Unidos, Massillon tiene una superficie total de 48.59 km², de la cual 48.12 km² corresponden a tierra firme y (0.96%) 0.47 km² es agua.

## Demografía
Según el censo de 2010, había 32149 personas residiendo en Massillon. La densidad de población era de 661,7 hab./km². De los 32149 habitantes, Massillon estaba compuesto por el 87.39% blancos, el 8.78% eran afroamericanos, el 0.3% eran amerindios, el 0.4% eran asiáticos, el 0.02% eran isleños del Pacífico, el 0.53% eran de otras razas y el 2.59% pertenecían a dos o más razas. Del total de la población el 2.02% eran hispanos o latinos de cualquier raza.